# قرة غناي وسطي
قرة غناي وسطي (بالفارسية: قره‌گنای وسطی) هي منطقة سكنية تقع في تشارواماق الشرقية الريفية في إيران. يقدر عدد سكانها بـ 221 نسمة .